# Żar miłości
Żar miłości – amerykański melodramat z 1928 roku.
Greta Garbo wciela się w rolę carskiego szpiega, któremu polecone jest zdobycie ważnych danych od austriackiego oficera (Conrad Nagel).

## Obsada
- Greta Garbo – Tania Fedorova
- Conrad Nagel – kapitan Karl von Raden
- Gustav von Seyffertitz – generał Boris Alexandroff
- Albert Pollet – Max
- Edward Connelly – pułkownik Eric von Raden
- Richard Alexander – adiutant generała